# Валентина Семеренко
Валентина Олександривна Семеренко (на украински: Валентина Олександрівна Семеренко, наричана още Валя Семеренко е украинска биатлонистка, олимпийска и световна шампионка.
Родена е на 18 януари 1986 в град Краснопилия, Украйна. Има сестра-близначка, която също е професионална биатлонистка – Вита Семеренко.

## Ранна кариера
Валя започва да се състезава професионално в биатлона през 2001 г. Печели сребърен медал от щафетата на юношеското световно първенство в Контиолахти през 2005 г.
През сезон 2005/2006 тя прави дебюта си и на Европейска, и на световна купа. След силно представяне в Обертилиах на Европейската, тя бива пусната на старта в Брежно-Осърблие, където остава 47-а и 56-а.

### Световна купа

#### Навлизане в Световната купа – сезони 2006/2007 – 2008/2009
Следващата година тя по-често се състезава на ниво Световна купа. Влиза в точките за пръв път на спринта в Йостершунд след чиста стрелба. В Хохфилцен тя прави големия си пробив – завършва 7-а на индивидуалната дисциплина, а на спринта остава 16-а. Тя също дебютира и на първото си Световно първенство, където на индивидуалното взима точки. На края на сезона тя се класира 47-а в класирането за Световната купа. С
Сезон 2007/2008 тя продължава прогреса си. В началото на сезона се класира 17-а на индивидуалното. Тя изравнява най-доброто си класиране за Световната купа – завършва 7-а на спринта в Оберхоф. Валя участва редовно и в украинската щафета – 7-о, 4-то и 6-о място през сезона. Участието ѝ на световното първенство е много добро, като на 3 от 4-те индивидуални състезания завършва в топ 20. Печели и първия си медал – сребърен с щафетата. В края на сезона тя се класира 28-а в класирането за Световната купа.
Сезон 2008/2009 бележи известен застой в кариерата на Валя Семеренко. Едно 10-о, едно 11-о, три 15-и и три 16-и места са най-добрите ѝ постижения чак до самия край на сезона, в Ханти-Мансийск, където след две грешки в стрелбата прави най-доброто си постижение, завършвайки 5-а. С щафетата печели веднъж, но цели 4 пъти остава на 1 място от подиума.

#### Сезон 2009/2010
Сезон 2009/2010 се оказва следващата стъпка в развитието ѝ. Тя започва с 5-о място на индивидуалното в Йостершунд. Следващото ѝ по-силно класиране е пак в индивидуално, но този път на това в Поклюка – 8-о място след един пропуск в стрелбата. Най-силното ѝ представяне в спринт идва в Оберхоф след като се класира 6-а. На спринта в Антхолц повтаря това си класиране, а на последвалото преследване там тя завършва 8-а.
На Олимпийските игри във Ванкувър тя се представя малко под очакванията – 23-то място в спринта и преследването, 13-о в индвидуалното и 19-о място в масовия старт.
Остатъкът от сезона се оказва успешен за нея. Постига най-добрият си уикенд в кариерата, след като и в спринта, и в преследването в Контиолахти, тя остава на 4-та, а на масовия старт в Осло се класира 5-а. Доброто ѝ представяне през сезона я класира 14-а в крайното класиране за Световната купа, като в Малките Световни купи най-доброто ѝ постижение е 8-о в индивидуалното.

#### Сезон 2010/2011
През сезон 2010/2011 тя постига първия си подиум в кариерата на ниво Световна купа, но не в най-добрата си дотогава дисциплина, индивидуалното, ами на спринта, провел се в Преск Айл. 3 пъти остава 4-та на индивидуални и 1 път 5-а на преследване /в Йостершунд. На световното първенство в Ханти-Мансийск Валентина се класира съответно 10-а, 24-та, 11-а и 16-а в спринта, преследването, индивидуалното и масовия старт. В генералното класиране на Световната купа тя завършва 11-а, а в класирането за Малкия кристален глобус тя остава 2-ра в дисциплината индивидуално.

#### Сезони 2011/2012 и 2012/2013
През сезон 2011/2012 и сезон 2012/2013 се оказват неуспешни за Валя, въпреки медалите ѝ от Европейското в Брежно-Осъблие и въпреки първия ѝ неотборен такъв в индивидуалното. През тези два сезона, като изключим големите форуми, тя прави едва 5 класирания в топ 10 – едно 4-то, едно 7-о, две 8-и и едно 9-о. В края на 2011/2012 Валентина се класира 22-ра за Световната купа, а в края на 2012/2013 тя остава 20-а.

#### Сезон 2013/2014
Сезон 2013/2014 добрата ѝ форма се завръща. Уикендът в Анси-ле-Гранд е най-успешния в кариерата ѝ след като Валя постигя първата си победа на преследването след 3-тото ѝ място в предхождащия спринт. На спринта в Оберхоф Валентина се класира 6-а, а на преследането 9-а. Завършванията ѝ в топ 10 продължават – две 8-и в Руполдинг.
На Зимните олимпийски игри през 2014 в Сочи тя взима първия си златен медал в щафетата в отбор с Вита Семеренко, Юлия Джима и Олена Пидхрушна. Другите ѝ класирания са 5-о място в преследването, 12-о в масовия старт и спринта и 19-о в индивидуалното.
След Олимпиадата тя допуска отстъпление, не влизайки нито веднъж в топ 10 до края на сезона и поради това завършва сезона под №8 в класирането за Световната купа, като влиза в топ 10 в 3 от останалите 4 Кристални глобуси.

#### Сезон 2014/2015
Сезон 2014/2015 се оказва най-успешният за нея в кариерата дотогава. Валентина 6 пъти се качва на подиума, сред които и победа, при това на Световното. В Йостершунд завършва втора на преследването, 3-та на индивидуалното и 6-а на спринта. В Хохфилцен тя прави изкачване в преследването до 10-о място след 20-о в спринта. В Поклюка след две 3-ти места в спринта и преследването, Валя завършва 5-а на масовия старт. В Руполдинг тя на два пъти остава извън подиума, оставайки 4-та на преследването и масовия старт. На Световното първенство тя взима два медала – печели масовия старт и се класира 3-та на спринта. На индивидуалното и преследването остава извън топ 10. В крайното класиране за Световната купа тя остава 3-та на 227 точки от победителката Дария Домрачева, за дисциплината масов старт се класира втора, за преследването 3-та, а за спринта – 5-а.

### = Сезон 2015/2016
Този сезон е крайно неуспешен за нея, като много често остава извън топ 25, даже и извън точките, а в края му се класира 47-а.

## Класирания за Световната купа
| Сезон   | Индивидуално      | Спирнт            | Преследване       | Масов старт       | Общо              |
| ------- | ----------------- | ----------------- | ----------------- | ----------------- | ----------------- |
|         | Класиране (точки) | Класиране (точки) | Кларисане (точщи) | Класиране (точки) | Класиране (точки) |
| 2006–07 | 26 (32)           | 53 (20)           | 55 (8)            |                   | 47 (60)           |
| 2007–08 | 37 (14)           | 28 (83)           | 28 (58)           | 30 (35)           | 28 (190)          |
| 2008–09 | 25 (56)           | 30 (105)          | 33 (61)           | 14 (115)          | 24 (349)          |
| 2009–10 | 8 (102)           | 19 (195)          | 14 (125)          | 20 (97)           | 14 (538)          |
| 2010–11 | 2 (159)           | 14 (240)          | 12 (161)          | 14 (127)          | 11 (678)          |
| 2011–12 | 29 (32)           | 25 (129)          | 21 (122)          | 23 (73)           | 22 (356)          |
| 2012–13 | 9 (86)            | 21 (160)          | 25 (107)          | 23 (85)           | 20 (438)          |
| 2013–14 | 8 (59)            | 10 (186)          | 6 (233)           | 13 (75)           | 8 (553)           |
| 2014–15 | 11 (74)           | 5 (328)           | 3 (255)           | 2 (210)           | 3 (865)           |
| 2015–16 | 50 (15)           | 51 (43)           | 37 (67)           | 46 (14)           | 47 (139)          |

## Олимпийски игри
1 медал (1 златен)
| Състезание    | Индивидуално | Спринт | Преследване | Масов Старт | Щафета | Смесена щафета |
| ------------- | ------------ | ------ | ----------- | ----------- | ------ | -------------- |
| 2010 Ванкувър | 13-о         | 23-то  | 23-то       | 19-о        | 6-о    | –              |
| 2014 Сочи     | 19-о         | 12-о   | 5-о         | 12-о        | Злато  | –              |

## Световни първенства
5 медала (1 златен, 2 сребърни, 2 бронзови 
| Състезание          | Спринт | Преследване | Индивидуално | Масов старт | Щафета | Смесена щафета |
| ------------------- | ------ | ----------- | ------------ | ----------- | ------ | -------------- |
| 2007 Антхолц        | –      | –           | 36-о         | —           | 9-о    | —              |
| 2008 Йостерсунд     | 16-о   | 20-о        | 32-ро        | 18-о        | Сребро | —              |
| 2009 Пьонгчанг      | 15-о   | 38-о        | 26-о         | 16-о        | –      | 11-о           |
| 2011 Ханти-Мансийск | 10-о   | 24-то       | 11-о         | 16-о        | DSQ    | –              |
| 2012 Руполдинг      | 57-о   | DNF         | 49-о         | –           | 6-о    | –              |
| 2013 Нове Место     | 22-ро  | 43-то       | Бронз        | DNF         | Сребро | –              |
| 2015 Контиолахти    | Бронз  | 19-о        | 15-о         | Злато       | 6-о    | 11-о           |
| 2016 Осло           | 80-о   | –           | 44-то        | 26-о        | 5-о    | 4-то           |